# Diospyros sandwicensis
Espèce
Diospyros sandwicensis, appelée lama en hawaïen, est une espèce de plante à fleurs de la famille des Ebenaceae. C'est un arbre qui est endémique de l'archipel d'Hawaï. Son bois a de nombreuses utilisations traditionnelles, et ses baies sont comestibles.